# Sitio de Chillán
El Sitio de Chillán fue sostenido por las tropas patriotas al mando del general José Miguel Carrera contra la ciudad de Chillán donde se encontraban las fuerzas realistas de ocupación mandadas por Juan Francisco Sánchez, los guerrilleros Ildefonso Elorreaga y las tropas valdivianas de Juan Nepomuceno Carvallo.

## Fuerzas enfrentadas
| Comandante en Jefe - Coronel Juan Francisco Sánchez Unidades - - Dragones de la Frontera - Milicias de Caballería - Batallón Veterano de Chiloé - Batallón de Voluntarios de Castro - Batallón Fijo de Valdivia - Batallón Fijo de Concepción - Batallón Cívico de Chillán - Grupo de Artillería (20 piezas) |

| Comandante en Jefe - General José Miguel Carrera Unidades - - Húsares de la Gran Guardia - Batallón de Granaderos - Batallón Infantes de la Patria - Batallón Voluntarios de la Patria - Milicias de Caballería del Maipo, Cauquenes, Laja y Rere - Grupo de Artillería - Lanceros mapuche del cacique Venancio. |

## Los hechos

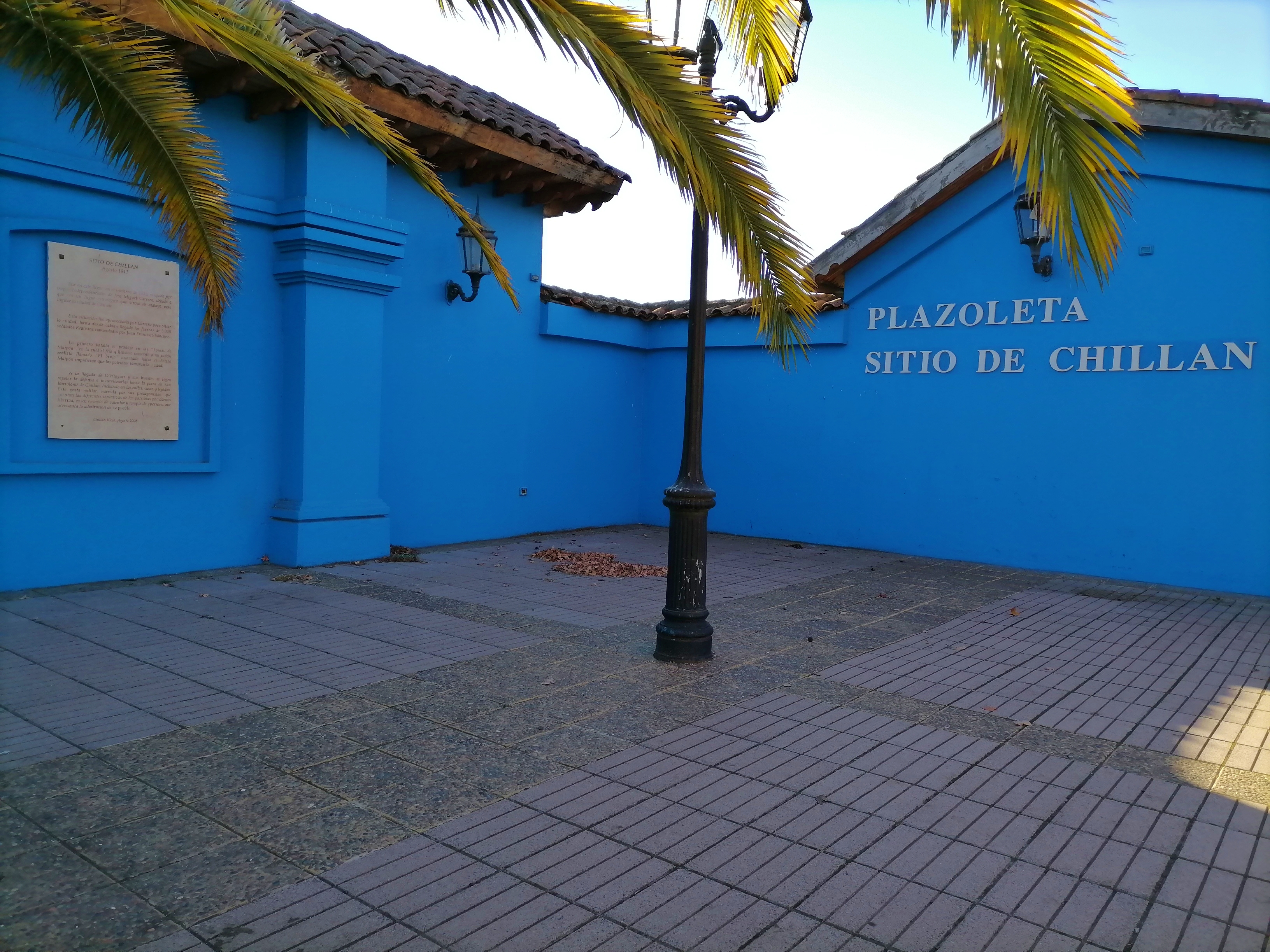
Plazoleta Sitio de Chillán en el sector Lomas de Maipón de la comuna de Chillán Viejo

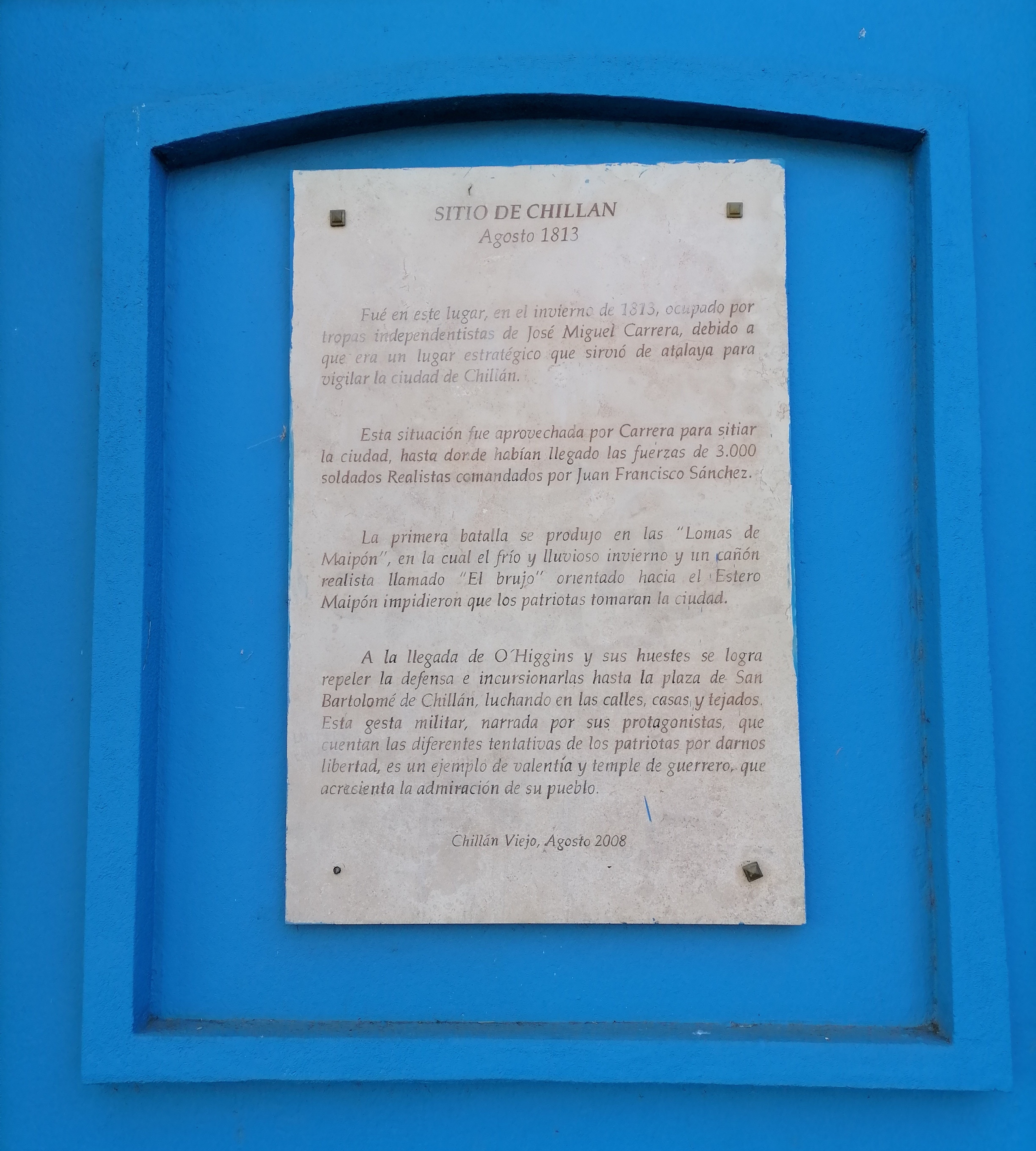
Placa conmemorativa en Plazoleta Sitio de Chillán

Los realistas apostados en Chillán habían solicitado refuerzos a Antonio Pareja, lo que motivó que la junta de Gobierno de Santiago presionara por una victoria pronta, previa al arribo de dichas fuerzas españolas.
Se ordenó que todos los efectivos patriotas se concentraran sobre esta plaza. Esta empresa estaba destinada al fracaso, no tanto por la incapacidad del comando patriota, sino por los rigores de la estación.
Chillán Viejo era una ciudad de 4.000 habitantes, ahora aumentados a 9.000 con las fuerzas realistas de Sánchez y los cerca de 3.000 civiles que acompañaban a sus tropas. Estaba emplazada en una loma entre el estero de Paso Hondo (hoy llamado estero Las Lechuzas), Maipón (Actual Estero Las Toscas) y el río Chillán.
Cuando Carrera llegó a la ciudad, ya Joel Roberts Poinsett y Mackenna habían levantado croquis para el emplazamiento de la artillería y de las fortificaciones.
La tropa estaba dotada de ponchos impermeables, pero el tiempo era tan desfavorable y la escasez de medios tan enorme que el mismo Carrera estaba arrepentido de haber iniciado esta campaña en pleno invierno.
Las fuerzas patriotas empezaron a desertar dadas las condiciones precarias en que se hallaban y eso motivó que se realizara un ataque a fondo antes de la total disolución del ejército patriota.
El primer combate fue el combate de Maipón el 3 de agosto y el segundo dos días después. En el primero se produjo el saqueo de la ciudad con toda clase de atrocidades contra sus pobladores. Las masacres y asesinatos fueron enormes.
Estos dos desgraciados combates del Sitio de Chillán habían mermado mucho las fuerzas de Carrera. No era posible ni siquiera mantenerse en las inmediaciones de la ciudad.
Los muertos, heridos y prisioneros ascendían a más de 500 hombres. Se habían fugado las milicias de caballería y parte de la infantería. Se carecía de víveres y las municiones apenas alcanzaban para mantener la retirada.
En estas circunstancias se hizo lo único posible: levantar el sitio y dirigirse a Quirihue y Concepción, que había sido recuperada.